# Фролов, Михаил Иванович (историк)
Михаи́л Ива́нович Фроло́в (2 ноября 1924, Москва, РСФСР — 11 октября 2016, Санкт-Петербург, Российская Федерация) — советский и российский учёный-историк, доктор исторических наук, профессор кафедры истории Ленинградского государственного университета имени А. С. Пушкина, вице-президент Академии военно-исторических наук. Участник Великой Отечественной войны, полковник.

## Биография
Русский. Член ВКП(б) с 1944 года.
В РККА с 1943 года призван Ленинским РВК г. Москвы. Участник Великой Отечественной войны с июня 1944 года. В должности командира взвода управления и начальника разведки артиллерийского дивизиона младший лейтенант Прошёл с боями от северной Прибалтики и Восточной Пруссии до немецкого города Шверин. Принимал участие в освобождении Польши. Воевал в составе 2-го и 3-го Белорусских фронтов. За проявленные в боях мужество и героизм был награждён двумя орденами Красной Звезды (приказом по 167 габр № 2/н от 23.03.1945 командир взвода управления 421-го гаубичного артиллерийского полка 167-й гаубичной артиллерийской бригады 1-й артиллерийской дивизии прорыва РГК младший лейтенант Фролов награждён орденом Красной Звезды за уничтожение УкР и артиллерийской батареи врага во время боев на р. Нарев; приказом по 3-му гв. танковому корпусу № 4/н от 26.03.1945 командир взвода управления 421-го гаубичного артиллерийского полка 167-й гаубичной артиллерийской бригады 1-й артиллерийской дивизии прорыва РГК младший лейтенант Фролов награждён орденом Красной Звезды за разведывание и уничтожение артиллерийской и миномётных батарей врага, чем помог во взятии города Кезлин), орденом Отечественной войны II степени(приказом ВС 19-й армии № 171 от 14.04.1945 командир взвода управления 421-го гаубичного артиллерийского полка 167-й гаубичной артиллерийской бригады 1-й артиллерийской дивизии прорыва РГК 19-й армии младший лейтенант Фролов награждён орденом Отечественной войны 1-й степени за уничтожение миномёта, 2 станковых пулемётов, автомашины и до 110 солдат противника огнём батареи; 30 из них он уничтожил, находясь в боевых порядках роты и вызвав огонь своей батареи на себя) и 8 солдат противника и 2 офицеров, уничтоженных лично в бою за дер. Коллетцкау), медалью «За боевые заслуги» и многими другими наградами. Полковник.
После Великой Отечественной войны окончил Военно-политическую академию имени В. И. Ленина. Много лет проработал в Ленинградском высшем зенитном артиллерийском командном училище, затем в Лесотехнической академии имени С. М. Кирова
В 1971 году защитил кандидатскую диссертацию на тему «Партийно-политическая работа в артиллерийских частях в боях за Ленинград, июль 1941 г. — январь 1943 г.». В 1978 году вышла его монография «Артиллеристы в боях за город Ленина». На большом фактическом и архивном материале автор подробно раскрывает роль артиллерии в обороне блокированного Ленинграда.
Руководитель научной школы в области исторических наук «История Ленинградской блокады», заведующий Научно-образовательным центром исторических исследований и анализа Ленинградского государственного университета имени А. С. Пушкина.
Доктор исторических наук (1996, диссертация на тему «Великая Отечественная война 1941—1945 гг.: историко-сравнительный анализ российской и немецкой литературы»), профессор кафедры истории Ленинградского государственного университета имени А. С. Пушкина, вице-президент и почётный академик Академии военно-исторических наук, действительный член (академик) РАЕН.
Один из организаторов ежегодной конференции школьников «Война. Блокада. Ленинград» в городском дворце творчества юных, постоянный член жюри конференции.
Жена — Людмила Фёдоровна, житель блокадного Ленинграда.
Внук — Руслан Тихомиров, историк, кинорежиссёр.

## Награды
- два ордена Отечественной войны I степени(апрель 1945, 1985[10])
- два ордена Красной Звезды (?, 26.03.1945)
- Литературная премия имени Маршала Советского Союза К. А. Мерецкова (26 мая 2016) — за книгу «И нам уроки мужества даны»
- медали, в том числе:
  - медаль «За боевые заслуги»
  - медаль «Победы и Свободы» (Польша)
  - медаль «За взятие Кенигсберга»(лейтенант Фролов, начальник разведки дивизии награждён в мае 1946)[11]
  - медаль «За победу над Германией»(лейтенант Фролов, начальник разведки дивизии награждён в мае 1946)[12]